# 쿠르트 코프카

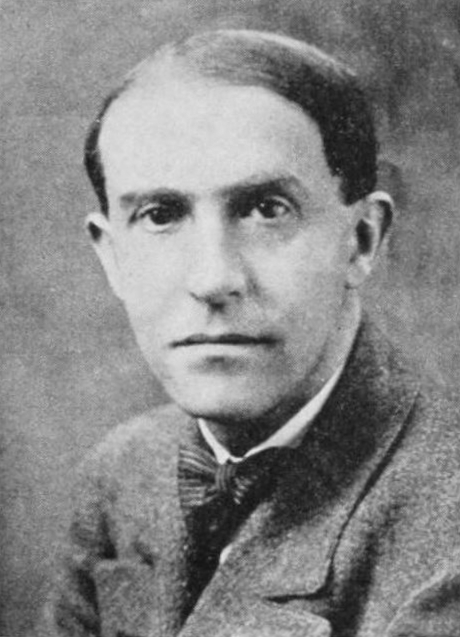

쿠르트 코프카(Kurt Koffka, 1886년 3월 18일 ~ 1941년 11월 22일)는 독일의 심리학자다. 막스 베르트하이머(Max Wertheimer), 볼프강 쾰러(Wolfgang Köhler)와 함께 게슈탈트 심리학을 창시한 것으로 유명하다.

## 개인적 생애
코프카는 베를린에서 1886년3월 18일 태어났다. 그의 부친은 변호사였고 모친은 유태인계였지만 개신교를 믿었다. 코프카의 남동생 프레드리히는 후일 판사가 된다. 1909년 코프카는 미라 클라인과 결혼했는데 그녀는 코프카의 연구에서 실험 대상이 되기도 했다. 1923년 이혼했고 다른 여성과 결혼했지만 그 해에 이혼하고 바로 클라인과 재혼했다. 제1차 세계 대전 동안의 군복무는 후일 실험심리학의 전문가가 되도록 이끌었다. 1927년 미국 매사추세츠주 스미스 대학교에서 일하기 시작했는데 이 곳에서 1941년 관상 동맥 혈전증으로 사망할 때까지 머물렀다.

## 학문적 경력
유년 시절에 철학과 과학 분야에 관심을 가졌던 한 생물학자 친척 어른을 통해 교육을 받았으며 가정교사에게서는 영어교육을 받기도 했다. 또한 나중에 지역 명문 김나지움에서 학습하기도 했다. 코프카 가문은 법 관련 일을 해온 것으로 유명했는데 베를린 대학교 철학과에 입학하고 1909년 박사 학위를 취득하며 이 전통을 깼다. 이후 1904년에서 1905년 에든버러 대학교에서 영어를 익혔는데 이는 후일 게슈탈트 심리학 이론을 독일 외의 지역에 전파하고 영국 심리학 분야에 익숙해지는데 도움이 되었다. 베를린에 돌아오고 철학에서 심리학으로 연구분야를 바꾸었다. 막스 베르트하이머가 1910년 돌아왔을 때 이미 프랑크푸르트 대학교에서 연구를 하고 있었고 베르트하이머와 같이 심리학을 연구하기도 했다. 그는 1912년 기센 대학교에서 일하기 위해 프랑크푸르트를 떠나 1924년까지 머물렀다. 이후 미국 코넬 대학교에서 객원 교수로 1924년에서 1925년 가르치기도 했으며 이후 위스콘신 매디슨 대학교에서 학생들을 가르쳤다.

## 같이 보기
- 인지주의
- 행동주의